# Штилли
Штилли (нем. Stilli) — населённый пункт в Швейцарии, в кантоне Аргау. 
Входит в состав округа Бруг. Находится в составе коммуны Филлиген.  Население составляет 412 человек (на 31 декабря 2004 года). Официальный код  —  4116.

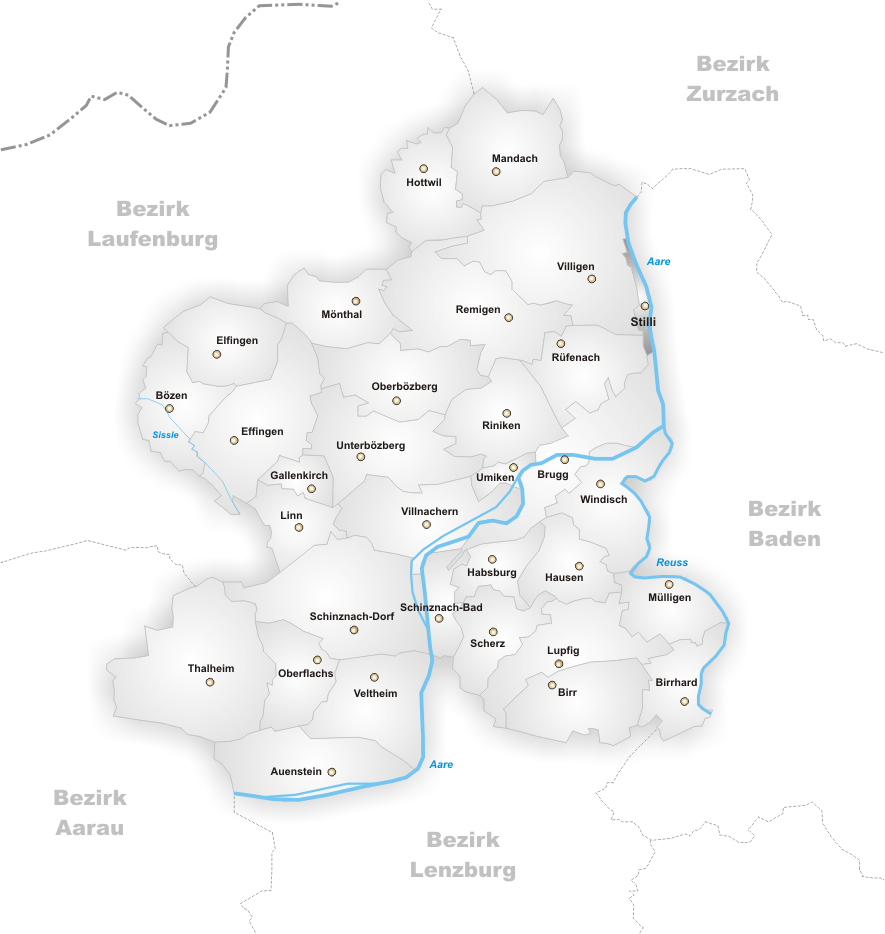
Штилли